# Nymula phylleus
Nymula phylleus är en fjärilsart som beskrevs av Pieter Cramer 1775. Nymula phylleus ingår i släktet Nymula och familjen Riodinidae. Inga underarter finns listade i Catalogue of Life.